# 小行星6418
小行星6418（英語：6418 Hanamigahara）是一颗围绕太阳公转的小行星。1993年12月8日，小林隆男在大泉町发现了此天体。
这颗小行星的绝对星等为179.062376209944等。